# Жылкол
Жылкол (кирг. Жылкол) — село в Кара-Кульджинском районе Ошской области Кыргызстана. Входит в состав Ылай-Талинского айылного аймака.

## География
Село расположено в северной части области, к северу от реки Тар, на расстоянии приблизительно 8 километров (по прямой) к юго-востоку от села Кара-Кульджа, административного центра района.

## Население
Согласно оценочным данным Национального статистического комитета Кыргызской Республики, численность населения села на начало 2023 года составляла 487 человек.
| год     | 2009 | 2014 | 2015 | 2020 | 2021 | 2023 |
| ------- | ---- | ---- | ---- | ---- | ---- | ---- |
| человек | 310  | 439  | 448  | 461  | 464  | 487  |